# Strategien gegen Architektur II
Albums de Einstürzende Neubauten
Haus der Lüge
(1989) Tabula rasa
(1993)
Strategien gegen Architektur II (ou Strategies Against Architecture II 84-91 pour sa sortie anglaise) est un double album de compilation de titres live et de faces B du groupe Einstürzende Neubauten enregistré de 1984 à 1991 et sortie en 1992.
Le dernier titre du deuxième disque, Kein Bestandteil sein, n'est disponible que sur le double CD mais pas sur le double vinyle.

## Liste des titres

### Disque un
1. Abfackeln  – 3:30
2. Partynummer (live)  – 1:35
3. Z.N.S.  – 5:39
4. Die Elektrik (Merle)  – 2:21
5. Intermezzo/Yü-Gung (live)  – 6:18
6. Seele Brennt  – 4:08
7. Blutvergiftung  – 1:50
8. Sand  – 3:30
9. Kangolicht  – 4:14
10. Armenia (live)  – 4:39
11. Ein Stuhl in der Hölle  – 2:08

### Disque deux
1. Vanadium I Ching  – 4:53
2. Leid und Elend (live)  – 4:35
3. DNS Wasserturm  – 6:27
4. Armenia II (live)  – 3:46
5. Fackeln!  – 1:56
6. Ich bin's  – 3:21
7. Hirnlego  – 3:09
8. Wardrobe  – 2:39
9. Bildbeschreibung  – 9:31
10. Haus der Lüge (live)  – 4:37
11. Jordache  – 0:28
12. Kein Bestandteil sein  – 6:43

## Composition du groupe[1]
- Blixa Bargeld - chant, guitare
- Mark Chung - Basse
- Alexander Hacke - guitare
- N.U. Unruh - percussion, chant
- F.M. Einheit - percussion